# Campionati italiani di sci alpino 1977
Ai Campionati italiani di sci alpino 1977 furono assegnati i titoli di discesa libera, slalom gigante, slalom speciale e combinata, sia maschili sia femminili.

## Risultati

### Uomini

#### Discesa libera
| Pos. | Atleta         | Nazione |
| ---- | -------------- | ------- |
| 1    | Herbert Plank  | Italia  |
| 2    | Erwin Stricker | Italia  |
| 3    | Leonardo David | Italia  |

#### Slalom gigante
| Pos. | Atleta         | Nazione |
| ---- | -------------- | ------- |
| 1    | Gustav Thöni   | Italia  |
| 2    | Bruno Nöckler  | Italia  |
| 3    | Erwin Stricker | Italia  |

#### Slalom speciale
| Pos. | Atleta        | Nazione |
| ---- | ------------- | ------- |
| 1    | Franco Bieler | Italia  |
| 2    | Gustav Thöni  | Italia  |
| 3    | Piero Gros    | Italia  |

#### Combinata
| Pos. | Atleta           | Nazione |
| ---- | ---------------- | ------- |
| 1    | Erwin Stricker   | Italia  |
| 2    | Leonardo David   | Italia  |
| 3    | Andrea Fraschini | Italia  |

### Donne

#### Discesa libera
| Pos. | Atleta             | Nazione |
| ---- | ------------------ | ------- |
| 1    | Wanda Bieler       | Italia  |
| 2    | Cristina Gravina   | Italia  |
| 3    | Giuliana Campiglia | Italia  |

#### Slalom gigante
| Pos. | Atleta            | Nazione |
| ---- | ----------------- | ------- |
| 1    | Wilma Gatta       | Italia  |
| 2    | Maria Rosa Quario | Italia  |
| 3    | Jolanda Plank     | Italia  |

#### Slalom speciale
| Pos. | Atleta            | Nazione |
| ---- | ----------------- | ------- |
| 1    | Claudia Giordani  | Italia  |
| 2    | Wilma Gatta       | Italia  |
| 3    | Maria Rosa Quario | Italia  |

#### Combinata
| Pos. | Atleta            | Nazione |
| ---- | ----------------- | ------- |
| 1    | Wilma Gatta       | Italia  |
| 2    | Maria Rosa Quario | Italia  |
| 3    | Daniela Zini      | Italia  |